# 勝島乙江
勝島 乙江（かつしま おとえ）は、日本の女優、声優。東京都出身。

## 出演作品

### テレビアニメ
2010年
- 一騎当千 XTREME XECUTER
- テガミバチ（秘書）

### 吹き替え
- ER XV 緊急救命室 #18（エミリー・ヘイバーマン〈アン・サン〉）
- カウガールズ・アンド・エンジェルズ
- glee/グリー
- クリミナル・マインド7 FBI行動分析課
- CSI:マイアミ9（リンジー）
- ジャイアント
- 17歳の肖像（ジェニー・メラー）
- デイブレイカー（アリソン・ブロムリー）
- ニュースルーム
- PERSON of INTEREST 犯罪予知ユニット（リリー・ソーントン）
- パスタ〜恋が出来るまで〜（ソ・ユギョン）
- ビクトリアス
- マレフィセント（レイラ）
- ミス・マープル5 鏡は横にひび割れて（プリムローズ・ディクソン）
- ミルドレッド・ピアース 幸せの代償（ヴィーダ・ピアース）
- モーターシティ（テニー）
- リゾーリ&アイルズ2（サブリナ・スコット）
- ワイルド ラヴァーズ（ゾーイ）
- 私はラブ・リーガル3（ニーナ）

### 舞台
2009年
- 『千里眼の女』紀伊國屋ホール（御船千鶴子）

2011年
- 『クラウド9』青年座劇場